# Trondheim Spektrum
Das Trondheim Spektrum ist ein Komplex von acht Mehrzweckhallen im Stadtteil Øya der drittgrößten norwegischen Stadt Trondheim, Provinz Trøndelag. Øya liegt auf einer Halbinsel, die vom Fluss Nidelva gebildet wird. Die Byåsen Håndball Elite (Byåsen HE), die Handballabteilung der Frauen des Byåsen IL, trägt hier ihre Heimspiele aus. Neben den Hallen liegt das Øya stadion von 1900, das Leichtathletikstadion wurde im Winter für Eisschnelllaufwettbewerbe genutzt. Als weitere Sportstätte befindet sich auf der Halbinsel die Anlage des Trondhjems Tennisklub (TTK) mit vier Sandplätzen und einer Tennishalle.

## Geschichte
Das Trondheim Spektrum entstand ab den 1960er Jahren durch den Bau der ersten beiden Hallen (A und B) 1963. Damals trugen sie den Namen Nidarøhallen. Es folgte 1971 Halle C und 1980 wurde der vierte Bau (Halle G) fertig. In der nächsten Bauphase ergänzten die Hallen D und E/H 1988 den Komplex. Die Halle F, der achte Bau, wurde 2000 fertiggestellt. Neben dem Sport werden die Hallen für Konzerte, Kultur, Messen, Ausstellungen, Tagungen, Seminare, Bankette und ähnliche Veranstaltungen genutzt.  Das Bauunternehmen Veidekke AS wurde am 6. Juni 2017 mit dem Umbau der Halle D beauftragt. Der Kostenrahmen lag bei 317 Mio. NOK (etwa 32 Mio. Euro) ohne Mehrwertsteuer. Von 2017 bis 2019 wurde die Halle D im Hinblick auf die Austragung der Handball-Europameisterschaft der Männer 2020 (Januar) und der Handball-Europameisterschaft der Frauen 2020 (Dezember) auf 8.600 Plätze erweitert und modernisiert. Insgesamt verfügt das Spektrum über neun Handballspielfelder. Zu Konzerten finden bis zu 12.000 Besucher Platz. Das Spektrum verfügt über 18 Tagungsräume und eine Ausstellungsfläche von 17.000 m². Bei Banketten und Konferenzen bietet es die maximale Bestuhlung von 3.000 Plätzen. Jährlich wechselnd finden die Fischerei-Messe Nor-Fishing (seit 1965) und die Messe für Aquakultur, Aqua Nor (seit 1979), in den Hallen statt. Der Flughafen Trondheim liegt 37 km entfernt. Zum Hauptbahnhof Trondheim sind es weniger als fünf Kilometer.
Am 4. Oktober 2019 wurde das umgebaute Spektrum mit einem Konzert von John Mayer wiedereröffnet.

## Veranstaltungen
Der Komplex war Austragungsort von Gruppenspielen der Handball-Weltmeisterschaft der Frauen 1993 und 1999 sowie der Handball-Europameisterschaft der Männer 2008. In den Jahren 2005 und 2009 wurde der Møbelringen Cup (heute: Intersport Cup), ein internationales Handballturnier der Frauen, in Trondheim ausgetragen. 2016 fanden die Nordeuropäischen Turn-Meisterschaften im Spektrum statt. Am 15. Februar 2020 ist das Finale Melodi Grand Prix, der norwegische Vorentscheid für den Eurovision Song Contest, geplant. Es ist das erste Mal seit 1989, dass die Veranstaltung außerhalb von Oslo stattfindet.
In den Nidarøhallen bzw. im Trondheim Spektrum traten u. a. Künstler und Bands wie The Swinging Blue Jeans (1964), Rainbow (1977), Kingfish (1977), Manfred Mann’s Earth Band (1979), Tygers of Pan Tang (1982), Gillan (1982), Uriah Heep (1982), Phil Lynott (1982), Nazareth (1986), Bryan Adams (2001), Joe Cocker (2002), Kent (2002, 2016), Travis (2003), Turbonegro (2003), Lene Marlin (2004), Tiësto (2009), 2 Unlimited (2011), Scooter (2012), Jeff Dunham (2013), Dr. Feelgood (2014), die Backstreet Boys (2014), Weird Al Yankovic (2015), Michael McIntyre (2016), Deep Purple (2017), Steve Vai (2017), Grace Potter (2017) und Baroness (2019) auf.

## Galerie

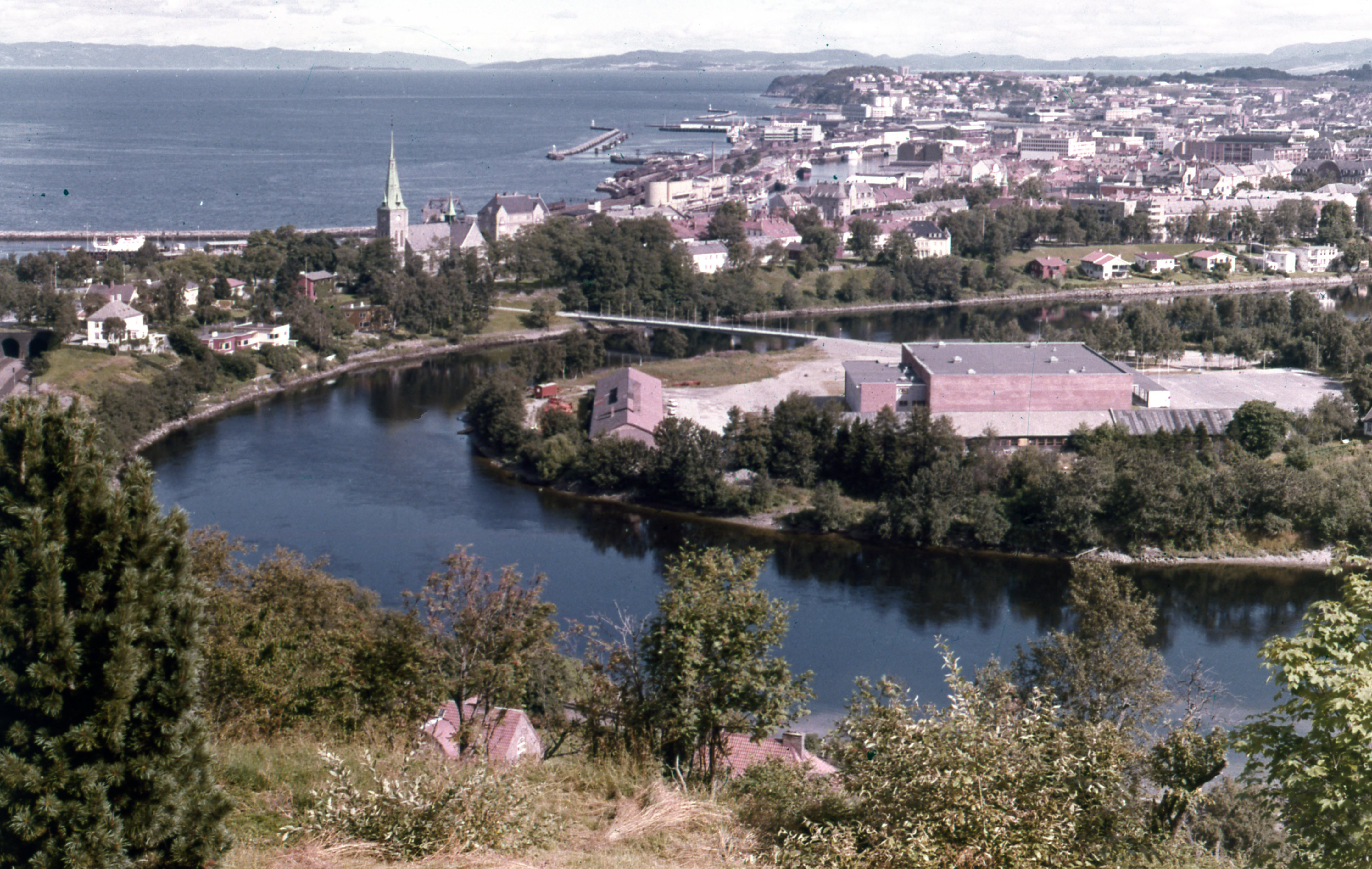
Das alte Trondheim Spektrum
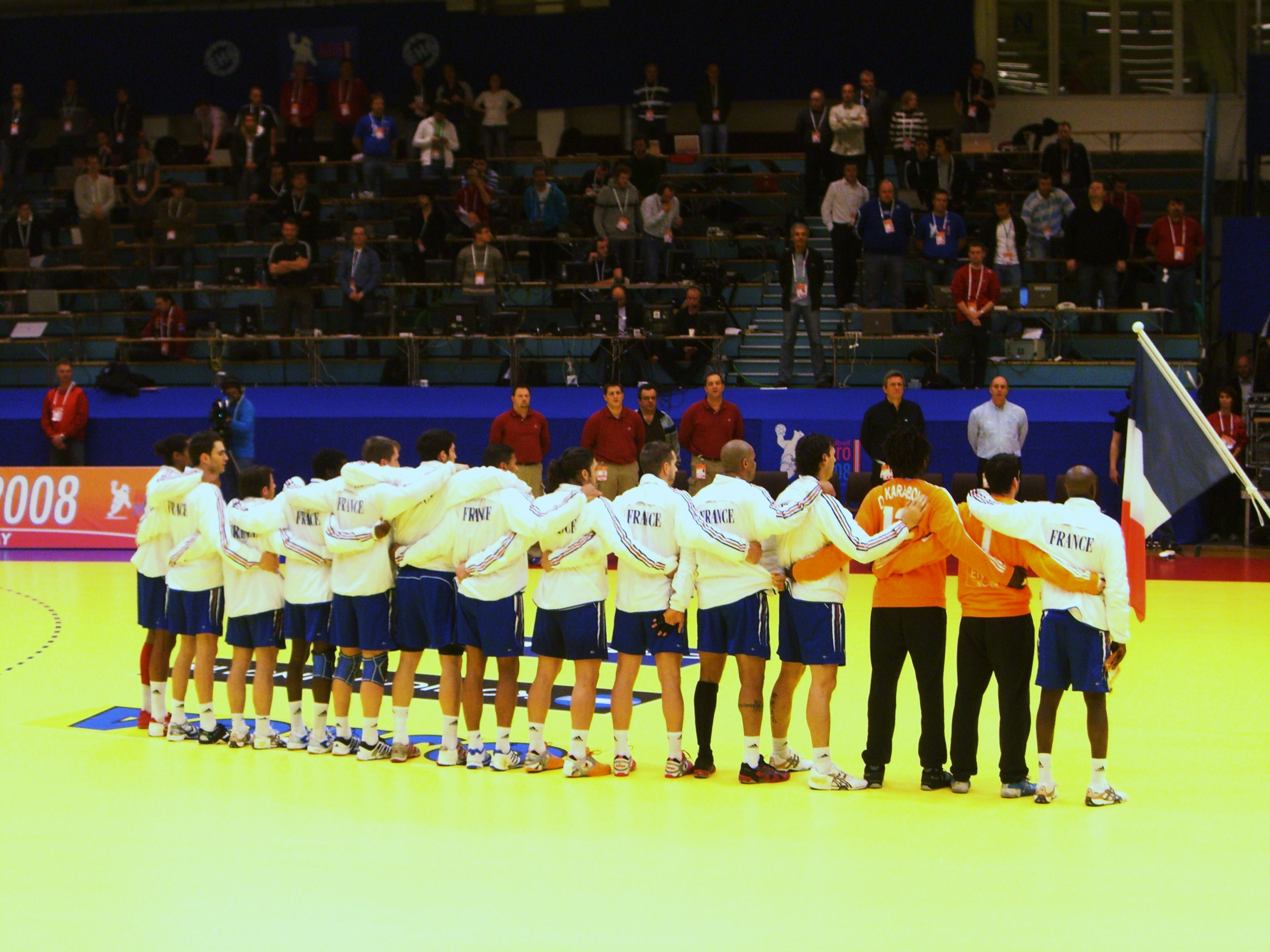
Die französische Mannschaft bei der Handball-Europameisterschaft der Männer 2008 im Trondheim Spektrum